# Break (Three Days Grace)
Break è il primo singolo estratto dall'album Life Starts Now del gruppo rock canadese Three Days Grace.

## Formazione
- Adam Gontier – voce
- Barry Stock – chitarra
- Brad Walst – basso
- Neil Sanderson – batteria, cori